# Colletes montacuti
Colletes montacuti är en biart som beskrevs av Cockerell 1947. Colletes montacuti ingår i släktet sidenbin, och familjen korttungebin. Inga underarter finns listade i Catalogue of Life.